# Games People Play
Games People Play är en sång skriven och framförd av bland annat den amerikanske countryartisten Joe South.

## Låttitelns ursprung
Texten och titeln är inspirerad av Dr. Eric Bernes bok från 1964.
Sången har likheter med den traditionella Cajunsången "'Tit Galop Pour Mamou", som framfördes av bland andra Balfa Brothers på albumet The Balfa Brothers Play Traditional Cajun Music. Efter att Joe Souths version blivit en hit, spelade Nathan Abshire (som spelat dragspel med bland andra Balfa Brothers), in en version på franska, med sånginsatser av Don Guillory, på albumet A Cajun Legend.

## Bakgrund
Låten släpptes 1968 på Joe Souths debutalbum Introspect, och samtidigt även på singel. Den fanns också som titelspår på hans andra album, Games People Play 1969, och nådde placeringen #12 i USA. Sången vann två Grammys 1969, dels för Song of the year och Best contemporary song 1969. Gitarrspelet i inledningen spelas på en Danelectro gitarrsitarr, som Joe South också spelar i inledningen av Chain of Fools av Aretha Franklin. Medan Joe Souths version gick bra på poplistorna, släppte Freddy Weller, guitarist i Paul Revere and the Raiders, en countryversion av låten 1969 som sin debutsingel på countrylistorna och nådde topplaceringen #2 med den. '
Games People Play' kan klassas som en protestsång. Texten protesterar mot de förändrade samhällsklimatet under slutet av 60-talet genom olika former av hat, omänsklighet och intolerans, både mellan personer och socialt.
Coverversioner har spelats in av bland andra Della Reese, Petula Clark, Waylon Jennings, Jerry Lee Lewis, Earl Grant, Tesla, King Curtis och Duane Allman, The Georgia Satellites, Big Tom and The Mainliners, Dolly Parton (på albumet My Blue Ridge Mountain Boy 1969), The Tremeloes, Johnny Johnson & the Bandwagon, Ike and Tina Turner, Dreadzone, Hank Williams Jr., YOYO, Inner Circle, DJ Bobo, John Denver (bara på konserter), och övriga. Den nämndes också i Brian Wilsons låt "Games Two Can Play" på hans osläppta album Adult Child. I Singapore släpptes kring 1969 en instrumental version på en singel single av The White Crane Orchestra. Reggaegruppen Inner Circle fick 1994 en hit med låten i Europa. 2006 spelades den in av Jools Holland på albumet Moving Out to the Country med Marc Almond som gästsångare. Skotske sångaren Dick Gaughan, spelade in låten på albumet A Different Kind of Love Song.

### Fotnoter
1. ↑  Harry Amster (6 september 2012). ”Games people play-sångaren död”. Dagens nyheter. http://blog.svd.se/kultur/2012/09/06/games-people-play-sangaren-dod/. Läst 10 februari 2017.